# モニターグラフィックスデザイン
モニターグラフィックスデザインは、映画やアニメーションなどの劇中に登場するモニターに表示される架空のGUIのデザインのことである。

## 概要
1990年代半ばあたりまでは重要視されておらず雰囲気重視で制作されていた劇中のモニターの表示物だが、近年コンピュータの一般的な普及によって、一般的にも表示物に意識が向くようになり、説得力のあるものが求められるようになったために発生したデザインカテゴリーである。特にSFや近未来を題材に扱った作品には、説得力を持たせるための重要なファクターとなっている。

## 主なモニターグラフィックスデザイナー
- HIBIKI/吉崎響（マクロスF,ヱヴァンゲリヲン新劇場版:Qなど）
- 海老川兼武（青の6号,機動戦士ガンダム00など）
- 佐山善則（マクロスゼロ,創星のアクエリオン,機動戦士ガンダムUCなど）